# リモートホスト
リモートホスト（リモートホストコンピュータ）とは、ネットワークを介して接続した先の機器を指す。対義語は、ローカルホスト。
サーバに接続してくるクライアント側コンピュータのホスト名のことを慣用的に「リモートホスト」と表現することもある。しかし、慣用的に用いたとしても、リモートホストと全く同じ意味として用いれば誤用である。CGIにおけるREMOTE_HOST環境変数内にホスト名が格納されることも誤解を生む原因のひとつである。
インターネットなどのコンピュータネットワーク上では、接続元や接続先を表示する際に、「192.168.0.1」のような、IPアドレスなどの数値表記では人間にはわかりにくいため、分かりやすい、「www.example.com」のような「ホスト名」がよく使用される。

## 概要
IPアドレスが逆引き設定されている場合は、IPアドレスとホスト名を相互変換するDNSで逆引きすることによって、ドメイン名を得ることができる。これを「リモートホスト」と呼ぶ。ただし、これは自己申告なため、正引きをして正しいか確かめた方がよい。
インターネットサービスプロバイダ(ISP)を介した接続の場合、接続したプロバイダによって、IPアドレスが割り当てられ、逆引きによって得られるリモートホスト名もプロバイダのものとなる。
日本語の電子掲示板などでは「リモホ」と略されることもある。

## 日本におけるホスト名の例
ドメイン名に含まれる文字列は、必ずしも ISP 名称とは一致しない。これは ISP 名称が必ずしも法人名称ではないことや、名前取得以降に ISP の統廃合が行なわれたこと、小規模な ISP はバックボーンを大手から借用していることにもよる。以下に、日本国内における ISP 名称とリモートホスト名前の対応例を挙げる。
- ASAHIネット
  - y071146.dynamic.ppp.asahi-net.or.jp - 「asahi-net.or.jp」からASAHIネットが運用するネットワークであることがわかる。

- au one net（旧・DION）
  - KD059133117098.ppp.dion.ne.jp - 「dion.ne.jp」部分から au one net が運用するネットワークであることがわかる。
  - aa2003070990011.userreverse.dion.ne.jp

- BIGLOBE
  - FLH1Abw123.tky.mesh.ad.jp - 「tky」部分から「東京」が類推される。「mesh.ad.jp」部分から日本電気が運用するネットワークであることがわかる。
  - FLA1Aan210.hyg.mesh.ad.jp - 「hyg」部分から「兵庫」が類推される。

- eonet
  - 58-188-118-152.eonet.ne.jp - 「eonet.ne.jp」部分から eonet が運用するネットワークであることがわかる。
  - 112-70-111-202.eonet.ne.jp - 「112-70-111-202」部分は、当該ユーザが使用中のグローバルIPアドレスのピリオドをハイフンに置き換えたものである。
  - 58-188-118-152.osk1.eonet.ne.jp - 「osk1」部分から「大阪」が類推される。この地域表示は2010年8月以降より徐々に適用されている。
    - 「osk1」→大阪市(福島区・大正区・生野区・城東区)・豊中市
    - 「osk2」→大阪市(平野区・西成区・東住吉区・浪速区)・豊中市・枚方市・茨木市・門真市・八尾市・東大阪市・吹田市・守口市・大東市・高槻市・三島郡・箕面市・豊能郡
    - 「osk3」→堺市(南区・美原区・西区・中区)・藤井寺市・羽曳野市・富田林市・和泉市・岸和田市・泉南郡・泉佐野市・泉南市・阪南市・貝塚市・松原市
    - 「kyt1」→京都市(伏見区・西京区・右京区・左京区・下京区・山科区・東山区)・城陽市・宇治市・亀岡市・舞鶴市・向日市・八幡市・木津川市

- BB.excite
  - 116.188.210.220.dy.bbexcite.jp - 「bbexcite.jp」部分から BB.excite が運用するネットワークであることがわかる。
  - 214.7.111.219.st.bbexcite.jp - 「st」部分から固定IPオプション利用者であることが類推される。

- @niftyをはじめとする富士通グループのISP
  - ntiskw037147.iskw.nt.ftth.ppp.infoweb.ne.jp - 「iskw」部分から「石川」が類推される。「infoweb.ne.jp」部分から富士通が運用するネットワークであることがわかる。
  - nttkyo586030.tkyo.nt.ftth.ppp.infoweb.ne.jp - 「tkyo」部分から「東京」が類推される。
  - ntkngw350005.kngw.nt.ftth.ppp.infoweb.ne.jp - 「kngw」部分から「神奈川」が類推される。

- OCN
  - p1234-ipad123osakakita.osaka.ocn.ne.jp - 「osakakita」から「大阪北」「osaka」から「大阪府」が類推される。「ocn.ne.jp」から OCN が運用するネットワークであることがわかる。
  - p2010-ipbfp802fukuokachu.fukuoka.ocn.ne.jp - 「fukuokachu」から「福岡中」「fukuoka」から「福岡県」が類推される。
  - p8019-ipad29hodogaya.kanagawa.ocn.ne.jp - 「hodogaya」から「保土ヶ谷」「kanagawa」から「神奈川県」が類推される。

- ODN
  - SKNfa-03p4-73.ppp11.odn.ad.jp - 「odn.ne.jp」部分から ODN が運用するネットワークであることがわかる。
  - HDOfa-03p4-75.ppp11.odn.ad.jp - 「HDO」部分から「保土ヶ谷」が類推される。

- So-net
  - p936f53.aicint01.ap.so-net.ne.jp - 「aici」部分から「愛知」が類推される。「so-net.ne.jp」から So-net が運用するネットワークであることがわかる。

- UCOM

  - 122x209x102x83.ap122.ftth.ucom.ne.jp - 「ucom.ne.jp」から UCOM が提供するFTTH回線であることがわかる。

- Yahoo! BB
  - softbank220061147122.bbtec.net - 「bbtec.net」からソフトバンクBB（現・ソフトバンク）が運用するネットワークであることがわかる。
  - softbank126096120092.bbtec.net - 数字部分は、当該ユーザが使用中のグローバルIPアドレスのそれぞれの部分を数字3文字で表記して並べたものである。

- YourNet

  - 140.31.150.119.ap.yournet.ne.jp - 「yournet.ne.jp」部分からフリービットが提供する中小 ISP 向けインフラストラクチャーであることがわかる。

- ぷらら

  - i123-12-123-123.s12.a123.ap.plala.or.jp - 「plala.or.jp」部分からぷららが運用するネットワークであることがわかる。
  - i220-220-2-198.s02.a012.ap.plala.or.jp - 数字とハイフンの部分は、当該ユーザが使用中のグローバルIPアドレスのピリオドをハイフンで置き換えたものである。
  - i125-202-199-45.s10.a033.ap.plala.or.jp - 「a033」部分は全国地方公共団体コードに準じて振り分けており、岡山県であることが判別できる。